# Тамаш Чері
Тамаш Чері (угор. Tamás Cseri, нар. 15 січня 1988, Дьєр) — угорський футболіст, півзахисник «Мезйокйовешда» і національної збірної Угорщини.

## Клубна кар'єра
Народився 15 січня 1988 року в місті Дьєр. Вихованець юнацьких команд футбольних клубів «Дьйор», «Дьїрмот» та «Ференцварош».
У дорослому футболі дебютував 2007 року виступами за команду «Мошонмадяровар», в якій провів один сезон, взявши участь у 14 матчах чемпіонату. Згодом провів сезон у другій команді «Дьйора», після чого влітку 2009 приєднався до «Печа». 
У сезоні 2010/11 грав на умовах оренди за «БКВ Елере», а 2011 року приєднався до «Дьїрмота», за команду якого протягом наступних чотирьох років провів понад 100 ігор угорської першості.
З 2015 року два сезони захищав кольори «Кішварди», де також був гравцем основного складу, після чого приєднався до «Мезйокйовешда». Восени 2020 року провів свою соту гру і за клуб з Мезйокйовешда в національному чемпіонаті.

## Виступи за збірну
2020 року дебютував в офіційних матчах у складі національної збірної Угорщини. Наступного року був включений до її заявки на фінальну частину чемпіонату Європи 2020.
| Дата       | Місто      | Господарі  | Результат | Гості     | Турнір                               | Голи | Примітки |
| ---------- | ---------- | ---------- | --------- | --------- | ------------------------------------ | ---- | -------- |
| 6-9-2020   | Будапешт   | Угорщина   | 2 – 3     | Росія     | Ліга націй УЄФА 2020-2021 - 1-й етап | -    | 82'      |
| 18-11-2020 | Будапешт   | Угорщина   | 2 – 0     | Туреччина | Ліга націй УЄФА 2020-2021 - 1-й етап | -    | 46' 54'  |
| 28-3-2021  | Серраваллє | Сан-Марино | 0 – 3     | Угорщина  | Відбір до ЧС 2022                    | -    | 30' 46'  |
| Усього     |            | Матчів     | 3         |           | Голів                                | 0    |          |